# Mario Anganuzzi
Mario Nicolás Irineo Anganuzzi, (Buenos Aires 26 de agosto de 1888-Buenos Aires 25 de marzo de 1975) fue un pintor de aire libre argentino impresionista y autodidacta. Dedicó gran parte de su obra a pintar paisajes, animales, evocando un costumbrismo descriptivo.

## Obra
Anganuzzi, fue un pintor impresionista de aire libre que realizó su obra principalmente en dos regiones diferenciadas de Argentina. La primera en Potrerillos (Mendoza), y la segunda en Chilecito (La Rioja). A través de su obra representó motivos típicos mendocinos y pintó escenas descriptivas del costumbrismo regional.
Su obra fue fuertemente influenciada por Fernando Fader, clave en la formación de las escuelas provincianas y que negaba el naturalismo meramente descriptivo para exaltar las características específicas presentes en cada región.
Participó de manera asidua en salones provinciales, nacionales e internacionales. En 1918 realizó su primera exposición integrada con motivos típicos mendocinos. En 1928, se trasladó a Chilecito, provincia de La Rioja, donde realizó su obra más importante como pintor y como docente, donde fue docente de pintura en la escuela mixta y en las escuelas nacionales de bellas artes Manuel Belgrano y Prilidiano Pueyrredón.